# Palladoarsenid
Palladoarsenid ist ein sehr selten vorkommendes Mineral aus der Mineralklasse der Sulfide und Sulfosalze. Es kristallisiert im monoklinen Kristallsystem mit der chemischen Zusammensetzung Pd2As und bildet irregulär geformte Körner von bis zu 0,4 mm Größe von stahlgrauer Farbe.

## Etymologie und Geschichte
Das Mineral wurde 1974 von W.D. Begisow, W.I. Meschankina und L.S. Dubakina in seiner Typlokalität, der Komsomolski-Mine in der Nähe von Norilsk in Russland, gefunden. Es wurde nach den enthaltenen Elementen Palladium und Arsen benannt.

## Klassifikation
In der veralteten 8. Auflage der Mineralsystematik nach Strunz war der Palladoarsenid noch nicht aufgeführt.
In der zuletzt 2018 überarbeiteten Lapis-Systematik nach Stefan Weiß, die formal auf der alten Systematik von Karl Hugo Strunz in der 8. Auflage basiert, erhielt das Mineral die System- und Mineralnummer II/A.05-090. Dies entspricht der Klasse der „Sulfide und Sulfosalze“ und dort der Abteilung „Legierungen und legierungsartige Verbindungen“, wo Palladoarsenid zusammen mit Arsenopalladinit, Atheneit, Genkinit, Isomertieit, Majakit, Menshikovit, Mertieit, Miessiit, Naldrettit, Palladobismutoarsenid, Palladodymit, Polkanovit, Pseudomertieit, Rhodarsenid, Stibiopalladinit, Stillwaterit, Törnroosit, Ungavait, Vincentit und Zaccariniit eine unbenannte Gruppe mit der Systemnummer II/A.05 bildet.
Die von der International Mineralogical Association (IMA) zuletzt 2009 aktualisierte 9. Auflage der Strunz’schen Mineralsystematik ordnet den Palladoarsenid in die Klasse der „Sulfide und Sulfosalze (Sulfide, Selenide, Telluride, Arsenide, Antimonide, Bismutide, Sulfarsenide, Sulfantimonide, Sulfbismutide)“ und dort in die Abteilung „Legierungen und legierungsartige Verbindungen“ ein. Hier ist das Mineral in der Unterabteilung „Legierungen von Halbmetallen mit Platin-Gruppen-Elementen (PGE)“ zu finden, wo es zusammen mit Naldrettit eine unbenannte Gruppe mit der Systemnummer 2.AC.25a bildet.
In der vorwiegend im englischen Sprachraum gebräuchlichen Systematik der Minerale nach Dana hat Palladoarsenid die System- und Mineralnummer 02.04.14.01. Das entspricht der Klasse der „Sulfide und Sulfosalze“ und dort der Abteilung „Sulfidminerale“. Hier findet er sich innerhalb der Unterabteilung „Sulfide – einschließlich Seleniden und Telluriden – mit der Zusammensetzung AmBnXp, mit (m+n):p=2:1“ als einziges Mitglied in einer unbenannten Gruppe mit der Systemnummer 02.04.14.

## Bildung und Fundorte
Palladoarsenid bildet sich in Schwermetallkonzentraten und in Verwerfungen von Chalkopyritadern. Es ist vergesellschaftet mit Chalkopyrit, Sperrylit, Gold und Kotulskit. 
Von dem sehr selten vorkommenden Mineral sind nur wenige Fundorte bekannt. Neben seiner Typlokalität fand man Palladoarsenid in Kambalda in Australien, Marathon in Kanada, Lappland (Finnland), Andriamena auf Madagaskar, Porsanger in Norwegen, Wadi Hilti in Oman, auf der Kola-Halbinsel in Russland, im Bushveld-Komplex in Südafrika und im Stillwater-Komplex im US-Bundesstaat Montana.

## Kristallstruktur
Palladoarsenid kristallisiert im monoklinen Kristallsystem in der Raumgruppe P2/m mit den Gitterparametern a = 9,25 Å; b = 8,47 Å, c = 10,44 Å und β = 94,0° sowie 18 Formeleinheiten pro Elementarzelle.